# Giske (île)
Giske  est une île appartenant à la commune de Giske, du comté de Møre et Romsdal, dans la mer de Norvège. C'est une île de l'archipel de Nordøyane.

## Description
L'île de 2,67 km2 est plate, avec le point culminant à 23 mètres au-dessus du niveau moyen de la mer. L'île est reliée par le Giske Bridge (en) à l'île voisine de Valderøya à l'est et par le Godøy Tunnel (en) à l'île de Godøya  au sud-ouest. La Giske Church (en), datant du XIIe siècle, se trouve sur la côte sud de l'île.
La petite île contient le village de 0,75 km2 également nommé Giske. Le village a une population (2018) de 800 habitants et une densité de population de 1 067 habitants par kilomètre carré. Le reste des habitants de l'île sont répartis autour du village et des fermes.

## Galerie

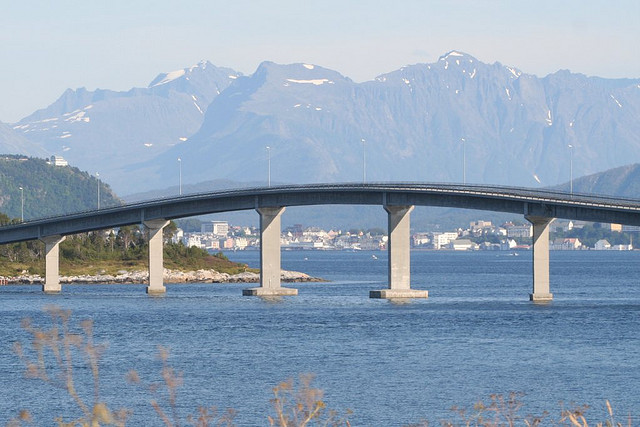
Le pont de Giske
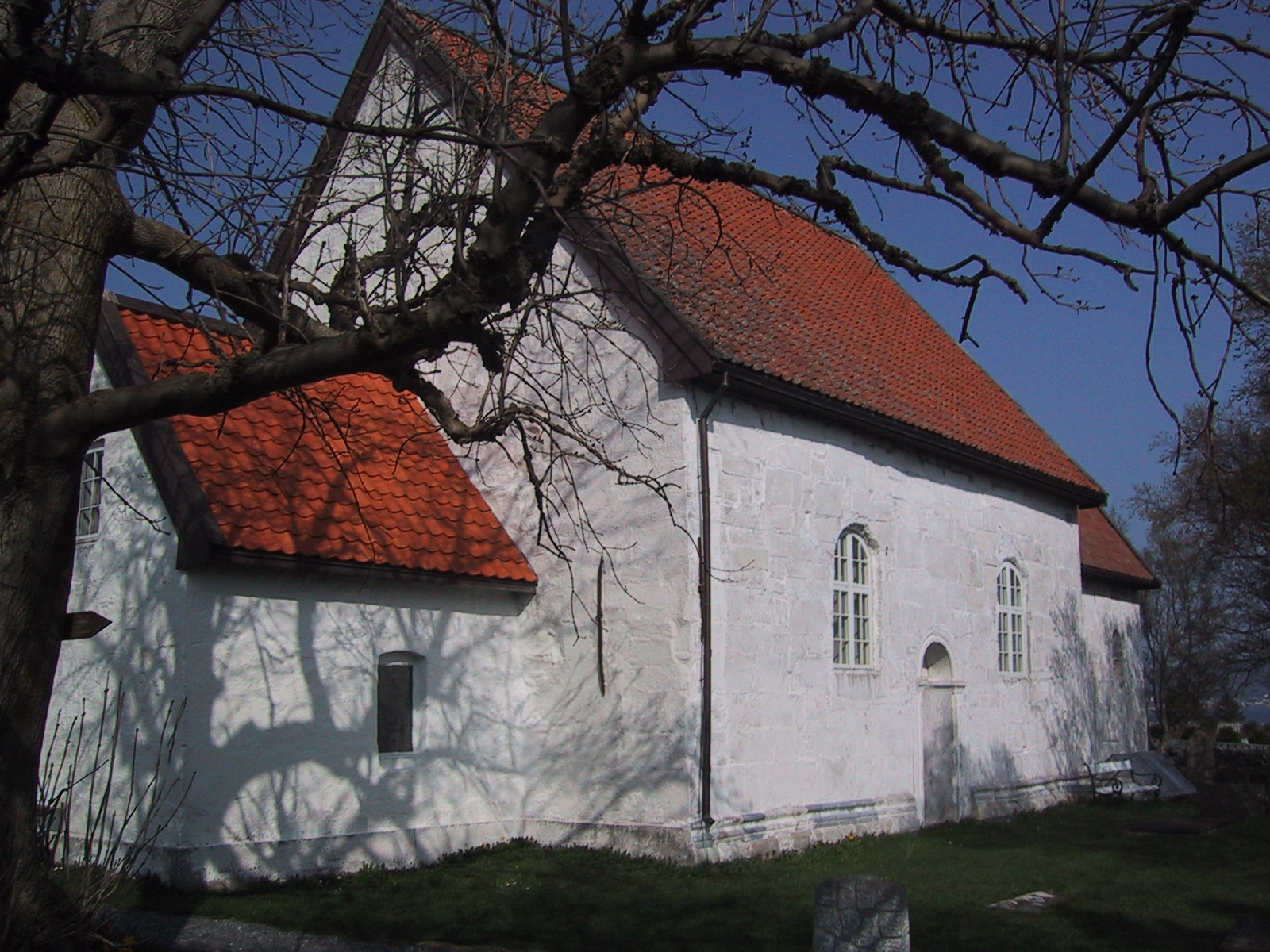
L'église de Giske